# Arnold Clark Cup
Der Arnold Clark Cup ist ein jährlich im Februar in England stattfindendes Frauenfußballturnier. Der Entwickler und Organisator ist die in London ansässige Sportmarketingagentur Pitch International, ein langjähriger Partner des englischen Verbandes The Football Association (FA).

## Geschichte
Die erste Auflage fand vom 17. bis 23. Februar 2022 statt. Die Teilnehmer waren Gastgeber England, Deutschland, Spanien und Olympiasieger Kanada. In der FIFA-Weltrangliste vom Dezember 2021 belegten die vier Mannschaften die Plätze 3 (Deutschland), 6 (Kanada), 8 (England) und 9 (Spanien), womit es das Frühjahrsturnier mit der stärksten Besetzung war. 2023 konnten die englischen Frauen den Turniersieg wiederholen.
Der Sponsor ist der in Glasgow ansässige Autohandel Arnold Clark Automobiles, der mit der FA einen Vertrag über vier Jahre abschloss.
Das Turnier 2024 wurde im Dezember 2023 abgesagt, da das Final Four der UEFA Women’s Nations League 2023/24 vom 23. bis 28. Februar mit Deutschland, Frankreich, Spanien und den Niederlanden stattfindet.

## Turniere im Überblick
| Jahr | Austragungsorte                                                                                       | Erster                                                                                                | Zweiter                                                                                               | Dritter                                                                                               | Vierter                                                                                               |
| ---- | --- | --- | --- | --- | --- |
| 2022 | Middlesbrough, Norwich, Wolverhampton                                                                 | England                                                                                               | Spanien                                                                                               | Kanada                                                                                                | Deutschland                                                                                           |
| 2023 | Milton Keynes, Bristol, Coventry                                                                      | England                                                                                               | Belgien                                                                                               | Italien                                                                                               | Südkorea                                                                                              |
| 2024 | Das Turnier wurde aufgrund des Final Four der UEFA Women’s Nations League 2023/24 abgesagt.           | Das Turnier wurde aufgrund des Final Four der UEFA Women’s Nations League 2023/24 abgesagt.           | Das Turnier wurde aufgrund des Final Four der UEFA Women’s Nations League 2023/24 abgesagt.           | Das Turnier wurde aufgrund des Final Four der UEFA Women’s Nations League 2023/24 abgesagt.           | Das Turnier wurde aufgrund des Final Four der UEFA Women’s Nations League 2023/24 abgesagt.           |
| 2025 | Das Turnier wurde aufgrund eines Terminkonflikts mit der UEFA Women’s Nations League A 2025 abgesagt. | Das Turnier wurde aufgrund eines Terminkonflikts mit der UEFA Women’s Nations League A 2025 abgesagt. | Das Turnier wurde aufgrund eines Terminkonflikts mit der UEFA Women’s Nations League A 2025 abgesagt. | Das Turnier wurde aufgrund eines Terminkonflikts mit der UEFA Women’s Nations League A 2025 abgesagt. | Das Turnier wurde aufgrund eines Terminkonflikts mit der UEFA Women’s Nations League A 2025 abgesagt. |
| 2026 | | | | | |